# Свейнсборо (Джорджія)
Свейнсборо (англ. Swainsboro) — місто (англ. city) в США, в окрузі Емануель штату Джорджія. Населення — 7425 осіб (2020).

## Географія
Свейнсборо розташоване за координатами 32°35′8″ пн. ш. 82°20′5″ зх. д. / 32.58556° пн. ш. 82.33472° зх. д. (32.585588, -82.334784).  За даними Бюро перепису населення США в 2010 році місто мало площу 33,52 км², з яких 32,58 км² — суходіл та 0,94 км² — водойми.

## Демографія
Згідно з переписом 2010 року, у місті мешкало 7277 осіб у 2740 домогосподарствах у складі 1760 родин. Густота населення становила 217 осіб/км².  Було 3104 помешкання (93/км²).
Расовий склад населення:
| - 56,5 % — чорних або афроамериканців - 38,1 % — білих - 1,1 % — азіатів - 0,2 % — корінних американців - 3,2 % — осіб інших рас |

До двох чи більше рас належало 0,9 %. Частка іспаномовних становила 4,8 % від усіх жителів.
За віковим діапазоном населення розподілялося таким чином: 28,1 % — особи молодші 18 років, 58,2 % — особи у віці 18—64 років, 13,7 % — особи у віці 65 років та старші. Медіана віку мешканця становила 33,4 року. На 100 осіб жіночої статі у місті припадало 89,8 чоловіків;  на 100 жінок у віці від 18 років та старших — 84,6 чоловіків також старших 18 років.
Середній дохід на одне домашнє господарство  становив 40 005 доларів США (медіана — 28 094), а середній дохід на одну сім'ю — 42 854 долари (медіана — 29 191). Медіана доходів становила 31 787 доларів для чоловіків та 27 913 долари для жінок. За межею бідності перебувало 41,1 % осіб, у тому числі 58,2 % дітей у віці до 18 років та 21,4 % осіб у віці 65 років та старших.
Цивільне працевлаштоване населення становило 2454 особи. Основні галузі зайнятості: освіта, охорона здоров'я та соціальна допомога — 26,2 %, виробництво — 21,4 %, роздрібна торгівля — 11,2 %, мистецтво, розваги та відпочинок — 10,6 %.